# Carles Llussà i Ruiz
Carles Llussà i Ruiz   (Manresa, 23 de juny de 1926 - Manresa, 18 d'abril de 2022) fou un metge català, especialitzat en psiquiatria i medicina forense.

## Biografia
Fill de Salvador Llussà i de Rafaela Ruiz, cursà els primers estudis a l'Escola dels Infants de les Carmelites de la Vedruna, i dels 7 als 10 anys a l'escola dels Germans de la Doctrina Cristiana (La Salle). Seguí amb els estudis de batxillerat a l'Institut Lluís de Peguera de la seva ciutat. L'any 1944 inicià els estudis de Medicina a la Universitat de València i dos anys més tard a la Universitat de Barcelona, on es llicencià el 1950. Durant la carrera assistí com a alumne intern al servei de Medicina interna del professor Joan Gibert i Queraltó i després al servei de consultes externes de neurologia del professor Ramon Sales Vàzquez. Ja en el tercer curs de la carrera entrà com estudiant intern a l'Institut Frenopàtic de les Corts, on inicià la seva formació en la psiquiatria i continuà com a metge intern fins al 1956. Completà la seva formació a la càtedra de psiquiatria del professor Ramon Sarró i Burbano de l'Hospital Clínic de Barcelona i després amb el professor Joan Obiols i Vié.
El 1956 contragué matrimoni amb Montserrat Torra Ferrer, amb qui tingué vuit fills i, en segones núpcies, després d'enviudar, amb Glòria Rubiol.

## Activitat professional
L'any 1952 s'establí a Manresa, on obrí el seu consultori de psiquiatria i exercí de metge de família de la Seguretat Social del 1956 al 1977 i de neuropsiquiatria del 1977 al 1991. Fou cap del Servei de Neurofisiologia clínica de la Clínica de Sant Josep de Manresa del 1970 al 1991.
El 1962 promogué i organitzà el primer Servei de Psicologia i Psiquiatria Infantil de la comarca del Bages, a l'Hospital de Sant Joan de Déu de Manresa, del que en fou cap des de la seva fundació fins al 1988.
També fou metge forense de Vic i després de Manresa del 1964 al 1991.

## Activitat social, cultural i política
L'any 1953, amb un grup de companys que formaven l'Associació d'Exalumnes de l'institut d'Ensenyament Mitjà (actual IES Lluís de Peguera), fundà Bages, una revista de temes culturals i ciutadans, de la que fou director fins al 1960. El 1956 participà en la fundació de l'Associació Manresana de Pares de Nens/es Subdotats (AMPANS). També fou promotor i membre del grup fundador de l'Escola de Formació Social Torras i Bages, membre de la Junta Rectora des del 1959 al 1975 i professor de la mateixa. Del 1971 al 1979 fou professor de psicologia de l'Escola d'A.T.S. Farreras Valentí.
Molt actiu quant a l'associacionisme dels metges, fou vicepresident de la primera Junta de la Delegació Comarcal del Col·legi Oficial de Metges de Barcelona del 1954 al 1960 i President de la Secció de Metges Jubilats de la Delegació Comarcal del Bages del COMB del 2002 al 2009. També fou membre de la Comissió Organitzadora de l'11è Congrés de Metges i Biòlegs de Llengua Catalana, celebrat a Reus, al setembre de 1980.
Amb altres companys, promogué la recuperació de la Diada de Sant Jordi i de la Fira del Llibre en Català (salvar els mots) durant la dècada de 1960, en plena dictadura. Fou membre de la campanya a Manresa “Català a l'Escola”, promoguda pel Centre d'Estudis Francesc Eiximenis del 1967 al 1968.
El 1957 s'introduí en política al col·lectiu Cristians Catalans, que aleshores presidien Xavier Muñoz i Pujol i Jordi Pujol i Soley, i també fou assidu a les tertúlies del Gremi de Sant Lluc.
Fou membre fundador de Convergència Democràtica de Catalunya el 1974 i el primer president de la Mesa del Consell Nacional de CDC (1979-1983).

## Publicacions
- L'Escola de Formació Social “Torras i Bages”. La voluntat de fer país (en col·laboració). Barcelona, Ed. Impuls, 2009.
- «Esta ciencia llamada Higiene Mental». Revista Bages, juny 1954.
- «Problemas psicològicos de la vida actual». Revista Bages, agost 1956.
- «El Mercado Común Europeo». Revista Bages, gener 1958.
- «Karl Gustav Jung 1875-1961». Revista Bages, juny 1961.
- «BAGES, un oasi en la postguerra». Regió 7, 18/12/1993.
- «La Neurologia a Manresa». Butlletí de la Societat Catalana de Neurologia, gener 2011.
- Recensions de llibres publicades a la revista Bages:
  - Compendio de Medicina Pastoral del Dr. Albert Niedermeyer.
  - Anàlisis Psíquico y síntesis existencial. d'Igor A. Caruso.
- La Residència Assistencial de Manresa. Casa Caritat. Estudi-proposta de la Comissió Psicopedagògica (en col·laboració).

El seu compromís amb la societat i amb la professió el portà també a impartir conferències i a participar en actes acadèmics: 
- “La Medicina Psicosomàtica” al Col·legi de Metges de Manresa el 1961
- “Jornades Científiques del Berguedà i el Bages” el 1962
- “Primeres Jornades de divulgació psiquiàtrica”, junt amb el Prof. Sarró
- “L'Assistència Psiquiàtrica a Catalunya. Aportació sobre l'Assistència a Comarques”, simpòsium realitzat a l'Hospital General de Bellvitge el 1977.

## Distincions
En reconeixement de la seva dedicació i activitat professional li foren atorgades diverses distincions: 
- Creu de Sant Raimon de Penyafort per part del Ministeri de Justícia
- Medalla de la deessa Temis, de la Conselleria de Justícia, el juny de 1991
- Premi de Vivències Mèdiques Dr. Pere Tarrés i Claret, de la Delegació del Bages del Col·legi de Metges de Barcelona, l'octubre de 2006.